# 烏尤尼市鎮
烏尤尼市镇（西班牙語：Municipio de Uyuni）是玻利維亞波托西省基哈罗县的一個市镇。市镇面积为7,895平方公里，2012年人口数量为29,518人。

## 山峰
漢科科柳山、哈爾蘇里山、皮爾瓦尼山以及瓦拉奇科柳山即位於烏尤尼市镇。

## 居民
烏尤尼市镇的居民主要是克丘亞人與艾馬拉人的後裔。